# دوري أندورا الممتاز 2014–15
دوري أندورا الممتاز 2014–15 هو الموسم 20 من  دوري أندورا الممتاز. أقيم خلال الفترة 21 سبتمبر 2014 وحتى 3 مايو 2015، والذي يشرف على تنظيمه اتحاد أندورا لكرة القدم، وكان عدد الأندية المشاركة فيه  8، وفاز فيه نادي سانتا كولوما.